# Centre, Alabama
Centre là một thành phố thuộc quận Cherokee, tiểu bang Alabama, Hoa Kỳ. Dân số năm 2009 là 3461 người, mật độ đạt 117 người/km².